# Energía de impacto (balística)
La energía de impacto es la aplicación de la energía cinética en la balística y es una de las partes más importantes de la misma, ya que en ella se demuestra el verdadero poder de un proyectil, es decir, es inútil un proyectil rápido pero ligero, lo mismo pasa con un proyectil pesado pero lento.
La energía de impacto es distinta a la presión de impacto, ya que en la presión de impacto se expresa la cantidad de energía que se distribuye en cierta área, por ejemplo, supóngase que se tienen dos proyectiles del mismo peso, y ambos son lanzados a la misma velocidad, pero uno de los proyectiles es plano y otro es de punta, si ambos impactan a una distancia de un metro, el proyectil plano distribuirá la energía de impacto en una mayor área que el de punta, por lo tanto será mayor la presión en el de punta, aumentando su capacidad de penetración. Si ambos proyectiles hubiesen impactado a 50 metros, el proyectil plano hubiese tenido una menor energía de impacto, ya que es mayor su resistencia al aire y menor su coeficiente balístico, por lo tanto habría perdido más velocidad y altura que el proyectil de punta.
El tipo de proyectil jamás va a influir en la energía de impacto, ya que en la energía de impacto solo influye la velocidad a la que el proyectil impacta un objeto y la masa del proyectil.
En la energía de impacto se usan mayormente 4 unidades: Kilogramo metro (kg m),  Newton metro (N m), Julio (J) y Libra pie (Lb ft).

## Fórmulas
- E= Energía
- M= Masa
- V= Velocidad

### Energía de impacto en Julios
Debido a que 1 Julio es igual a 1 Nm (Newton metro), las fórmulas serán las mismas para ambas unidades de medida.
Donde la masa se mide en kilogramos (kg) y la velocidad en metros por segundo(m/s), la fórmula es la siguiente:
{\displaystyle E={\frac {M(V^{2})}{2}}}
Donde la masa se mide en gramos (g) y la velocidad en metros por segundo (m/s), la fórmula es la siguiente:
{\displaystyle E={\frac {M/2(V^{2})}{1000}}}

### Energía de impacto en Pie libra
Donde la masa se mide en grains (gr) y la velocidad en pies por segundo (ft/s), la fórmula es la siguiente:
{\displaystyle E={\frac {M(V^{2})}{450240}}}

### Energía de impacto en kg m
Donde la masa se mide en kilogramos masa (kg) y la velocidad en metros por segundo (m/s), la fórmula es la siguiente:
{\displaystyle E={\frac {M/2(V^{2})}{9.80665}}}
La fórmula anterior también se puede expresar cómo:
{\displaystyle E={\frac {M(V^{2})}{19.6133}}}

## Conversiones
| Unidad de/Unidad a | Joule   | Newton-metro | Kilogramo-metro | Libra-pie |
| ------------------ | ------- | ------------ | --------------- | --------- |
| Joule              | 1       | 1            | 0.1019716       | 0.7375621 |
| Newton-metro       | 1       | 1            | 0.1019716       | 0.7375621 |
| Kilogramo-metro    | 9.80665 | 9.80665      | 1               | 7.233     |
| Libra-pie          | 1.3558  | 1.3558       | 0.138           | 1         |

La "unidad de" muestra la unidad de la que se parte para la conversión y la "unidad a" muestra a que unidad se va a convertir la unidad de.